# Anthony Chabot

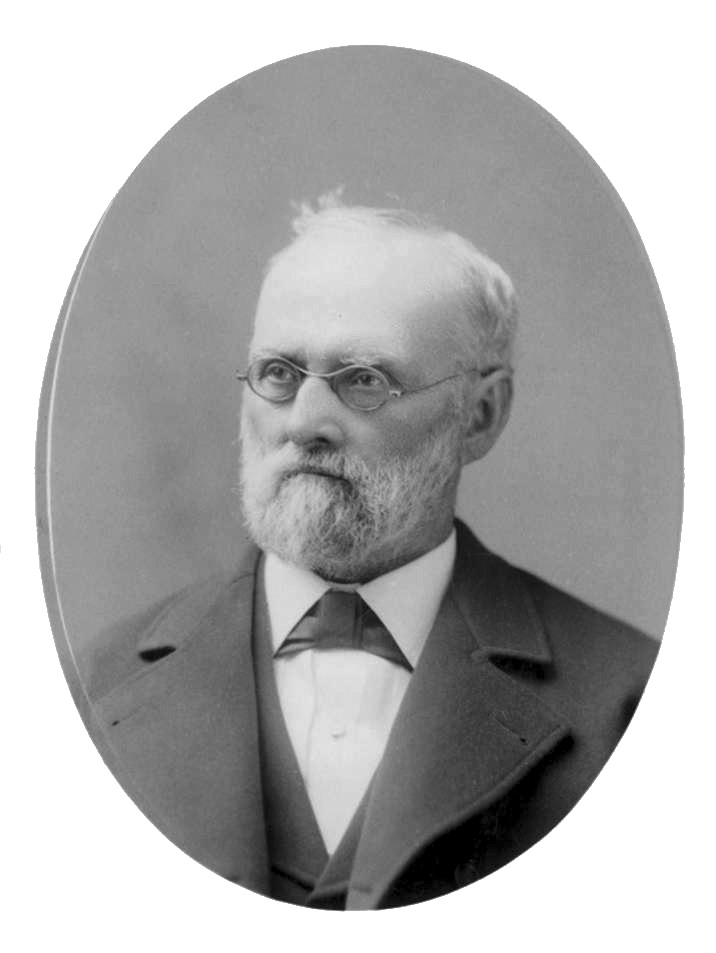
Anthony Chabot 1883

Anthony Chabot (13. August 1813 – 6. Januar 1888) war ein Geschäftsmann und Unternehmer, der sich durch seinen Beitrag zur Entwicklung des hydraulischen Bergbaus und zum Bau von Wassersystemen, insbesondere in der Bay Area, auszeichnete, so dass er als Wasserkönig bekannt wurde.

## Biographie
Chabot wurde auf einer Farm in La Presentation, nahe Saint-Hyacinthe, Quebec, Kanada, aufgezogen. Er war eines von sechzehn Kindern und der Sohn eines Bauern. Als er sechzehn Jahre alt war, verließ er sein Zuhause und ließ sich 1849 schließlich in Kalifornien nieder. 
Er starb am 6. Januar 1888 und ist auf dem Mountain View Friedhof in Oakland begraben. 

## Geschäftstätigkeit
Er begann in Nevada City im Bergbau zu arbeiten und baute Gräben, um die Minen mit Wasser zu versorgen. In den Jahren 1852 und 1853 entwickelte er zusammen mit Edward Matteson, während er in Buckeye Hill bzw. American Hill arbeitete, die erste hydraulische Mining-Technologie. Es bestand aus einer hölzernen Vorrichtung, die von Eisenklammern zusammengehalten wurde, die es den Bergleuten erlaubten, eine fünfzig Fuß lange Wassersäule mit einem Leinenschlauch auf eine Kiesbank zu leiten, die den Kies auflöste und in eine Reihe von Schleusen wusch, wo sich die schweren Goldflocken aus der leichteren Erde absetzten. Obwohl es den Goldbergbau revolutionierte, verursachte die Technik auch schwere Umweltschäden. Die riesigen Mengen an Sedimenten, die bei der Sprengung freigesetzt wurden, wuschen stromabwärts und begruben Häuser und Ackerland. Wütende Bauern beendeten schließlich den hydraulischen Abbau, als sie 1884 vor dem Bundesgericht einen Sieg erzielten.
1854 gründete Chabot auch zwei Sägewerke in Sierra County. Zwei Jahre später verließ er das Bergbauunternehmen und ging nach San Francisco, wo er das erste öffentliche Wassersystem der Stadt baute und das Wasser des Lobos Creeks nach San Francisco brachte. Dies führte zu Projekten zur Versorgung anderer Städte mit Wasser, darunter Portland, Maine und Milwaukee, Wisconsin.
Chabot gründete 1866 die Contra Costa Water Company, die ein Monopol auf die Wasserversorgung von Oakland und benachbarten Gebieten entwickelte. Zuerst baute er einen Damm am Temescal Creek und schuf den Temescal See. Er begann mit den Arbeiten an einem noch größeren Damm am San Leandro Creek, bevor der Temescal-Damm überhaupt fertig gestellt war. 1870 schloss sein Unternehmen einen Damm des San Leandro Creek ab und schuf ein Reservoir, das später Lake Chabot genannt wurde, im heutigen Castro Valley.
In oder um 1869 baute Chabot Wasserwerke für die Stadt San Jose, und etwa zur gleichen Zeit bauten sie die für die Versorgung von Vallejo. Während dieser Zeit war er an mehreren anderen Unternehmen beteiligt, darunter eine Papierfabrik in Stockton, die Judson Manufacturing Company in Oakland, die Pioneer Pulp Mill Company in der Nähe von Alta (Placer County), die Puget Sound Iron Company und ein großes Stück Land im Staat Washington für den Anbau von Preiselbeeren.
1883 spendete Chabot ein Teleskop und den Fonds, um eine Sternwarte für die Stadt Oakland zu bauen. Das Observatorium sollte den Namen Oakland Observatorium tragen, wurde aber schnell als Chabot Observatorium bekannt. Das ursprüngliche Observatorium wurde am Lafayette Square in der Nähe der Innenstadt von Oakland gebaut und 1915 nach Oakland Hills verlegt. Im Jahr 2000 bewegte er sich 2 Meilen nach Norden in eine höhere Lage am Skyline Boulevard. Damals wurde es stark erweitert und als Chabot Space & Science Center bekannt.
Weitere gemeinnützige Aktivitäten waren der Bau von Seniorenwohnungen in Yountville und ein Schutzraum für arbeitslose Frauen in Oakland sowie die Kinderbetreuung für Kinder berufstätiger Frauen.